# 劉德威
劉德威（582年—652年），徐州彭城人，唐朝官員。

## 生平
祖父刘轸，为北齐谏议大夫、高平太守，父刘子将为北齐和州刺史、隋毗陵郡通守，母元氏。隋朝大业末年，刘德威跟随左光禄大夫裴仁基讨贼于淮左，手斩贼帅李青珪，传首于行在所。与裴仁基同归李密。在李密部下时，镇守怀州。后与李密一起归附唐朝，授予左武候将军，封滕县公。任并州总管府司马时，被刘武周俘获，后逃归长安。李渊派秦王李世民讨伐刘武周，刘德威将探听得敌军虚实，报告给李渊，改封为彭城县公。不久升任检校大理少卿，因跟随平定洛阳王世充有功，转任刑部侍郎，加散骑常侍，李渊将宗室之女平寿县主嫁给他做继室。
贞观年间刘德威历任大理卿、太仆卿、加金紫光禄大夫，绵州刺史、检校益州大都督府长史。贞观十一年（637年），复授大理卿。数年，迁刑部尚书，兼检校雍州别驾。在前往齐州调查齐王李祐杀害自己老师一案后，返回途中听闻李祐起兵谋反，在济州组织官兵防御。后因母亲去世丁忧离职守孝。三年服满后，出任同州刺史。永徽三年（652年），任内去世，年七十一，追赠礼部尚书、幽州都督，谥曰襄，陪葬献陵。

## 家庭
- 弟弟
  - 刘德敏，贞观十四年（640年）任沙州刺史、上柱国、望都县开国侯，参与侯君集攻灭高昌国。显庆五年（660年）任潭州都督，进封望都县开国公，第三女是宰相裴炎故妻。
- 妻子
  - 郑氏
  - 平寿县主
- 儿子
  - 长子，劉審禮，母郑氏
    - 刘易从
      - 刘日正
        - 刘颙
          - 刘识
            - 刘偃
              - 女刘氏，嫁虢王李凤五世孙宗正少卿上柱国赐紫金鱼袋李济

  - 某子，刘延景，母平寿县主
    - 女刘氏为唐睿宗皇后
    - 刘希顺，秘书省秘书郎
      - 刘粲，泽州刺史
        - 刘密，朝请大夫、唐州长史兼监察御史

    - 女刘氏，嫁韦嗣立
- 女儿，有史可查者三人
  - 长女刘氏，嫁卢承福
  - 次女刘氏，贞观十年三月诏使太常卿韦挺册拜为虢王李凤正妃。上元二年（675年）五月十四日在长安府邸去世，年四十九。与虢王李鳳合葬于献陵之侧。有墓志铭出土[1]。
  - 某女刘氏，受封彭城县君，嫁閻立德之子阎庄

## 延伸阅读
[在维基数据编辑]
 《舊唐書/卷77》，出自刘昫《舊唐書》
 《新唐書·卷106》，出自《新唐書》